# 송영 (극작가)
송영(宋影, 1903년 5월 24일 ~ 1977년 1월 3일)은 일제강점기와 조선민주주의인민공화국의 연극인으로, 한성부 출신이다. 송동양(宋東兩), 은구산(殷龜山), 관악산인(冠岳山人), 수양산인(首陽山人), 앵봉산인(鶯峰山人) 등의 필명을 썼으며 본명은 송무현(宋武鉉)이다.

## 생애
배재고등보통학교에서 수학했으며 오랜 동지인 박세영과는 배재고보 동기였다. 1922년 조직된 한국 최초의 사회주의 연극단체 염군사에 가담하였고, 이후 대표적인 카프 계열의 연극인으로 꾸준히 활동했다. 1925년 〈늘어가는 무리〉로 등단하여 〈석공조합대표〉, 〈호신술〉 등 노동자의 변혁 운동을 묘사하거나 유산계급의 허위성을 풍자하는 이념적 성격의 작품들을 발표했다.
1930년대 후반부터 전향하여 친일 행적을 보였다. 1943년부터 조선총독부가 후원하고 조선연극문화협회가 주최하여 열리기 시작한 친일 성향의 연극경연대회에 〈산풍〉, 〈역사〉, 〈달밤에 걷던 산길〉을 출품했다. 이 때문에 2008년 민족문제연구소가 정리한 친일인명사전 수록예정자 명단 연극/영화 부문, 2009년 친일반민족행위진상규명위원회가 발표한 친일반민족행위 705인 명단에 포함되었으며, 2002년 발표된 친일 문학인 42인 명단에도 들어 있다. 확인된 친일 저작물 수는 총 7편이다. 태평양 전쟁 시기 일본 제국 육군 대위로 복무하다 전사한 최명하의 전기를 극화한 극인 <창공>(1943)과 같은 작품이 대표적이다. 그러나 근래 들어 발견된 당시 그의 희곡들을 보면, 표면적으로는 친일적으로 보이지만, 실제로는 내선일체의 모순 등을 폭로하고 있다는 연구도 있다. 이는 당시 일본의 한국 문인들에 대한 집요하고 폭압적인 감시, 요구, 폭거에 의한 일시적인 변절로 보인다.
광복 후 조선연극건설본부를 결성해 위원장을 지내는 등 좌익 계열로 돌아갔고, 곧 월북하여 북조선연극동맹 위원장으로 활발히 활동했다. 한국 전쟁 때는 조선인민군에서 종군 작가로 참전하기도 했다.
특히 1956년 발표한 〈백두산은 어데서나 보인다〉는 5대 혁명가극의 하나인 〈밀림아 이야기하라〉로 각색되어 크게 성공했다. 송영은 김일성의 항일 무장 투쟁을 직접 현장에서 조사하고 문학적으로 형상화해 보급함으로써, 김일성 계열의 권력이 항일 투쟁의 역사로 뒷받침되어 굳어지는 과정을 측면에서 지원했다. 이러한 성과를 바탕으로 여러 요직을 거치면서 정치적으로 성공할 수 있었다.
한설야 계열로 분류되는 송영은 1960년대 한설야가 몰락할 무렵 숙청당했다는 설이 있다. 그러나 현재는 애국렬사릉에 유해가 묻혀 있어 숙청설이 사실이더라도 이미 복권된 것으로 보고 있다.

## 같이 보기
- 조선연극건설본부

## 참고 자료
- 이종호 (2003). “논쟁의 시대, 이야기 그리고 노래 - '탄생 100주년 문학인 기념 문학제' 참관기”. 《대산문화재단 웹진》. 2007년 9월 28일에 원본 문서에서 보존된 문서. 2007년 7월 14일에 확인함.
- 임헌영 (2000). “北으로 간 경기 문인들”. 《경기문화재단 웹진》. 2007년 9월 29일에 원본 문서에서 보존된 문서. 2007년 7월 14일에 확인함.